# Der Querschnitt
Der Querschnitt ("De doorsnede") was een Duits geïllustreerd tijdschrift over onder meer kunst, cultuur, literatuur en sport. Het werd in 1921 geïnitieerd door Alfred Flechtheim. Het tijdschrift hield in 1936 op te bestaan, nadat het door Joseph Goebbels werd verboden.

## Geschiedenis
In 1921 initieerde kunsthandelaar en -verzamelaar Alfred Flechtheim het tijdschrift. Aanvankelijk was het een reclamemiddel voor zijn galerie, maar het groeide al snel uit tot een van de belangrijkste geïllustreerde tijdschriften in de Weimarrepubliek.
In 1923 werd Hermann von Wedderkop werd aangesteld als hoofdredacteur. Von Wedderkop was sinds de oprichting betrokken bij Der Querschnitt en onder zijn leiding ontwikkelde het zich verder tot een modern tijdschrift dat gericht was op de cultuurminnende hogere klasse. Het werd maandelijks gepubliceerd in een oplage van 10.000 exemplaren. Het tijdschrift behandelde diverse onderwerpen, van kunst en literatuur tot sport, en weerspiegelde de tijdsgeest van de Weimarrepubliek. Vanaf 1924 werd het tijdschrift uitgegeven door de Berlijnse uitgeverij Ullstein - Propyläen.
Literaire bijdragen kwamen van onder meer Ernest Hemingway, Gottfried Benn, Else Lasker-Schuler, Marcel Proust, Ezra Pound en James Joyce. Hemingway omschreef Der Querschnitt in 1935 als "een Duits tijdschrift waarvoor ik een aantal behoorlijk obscene gedichten schreef en waar ik een langer verhaal publiceerde, jaren voordat ik iets in Amerika kon verkopen." Het tijdschrift werd geïllustreerd met foto's en getekende illustraties van onder meer Pablo Picasso, Henri Matisse, Max Ernst en Max Pechstein. Vanaf 1930 verschenen er kleurenfoto's in het tijdschrift.
In september 1935 werd Edmund Franz von Gordon aangesteld als hoofdredacteur. In 1936 werd het tijdschrift door Joseph Goebbels verboden wegens "brutale onbeschaamdheid". Het oktobernummer van 1936 werd gedrukt, maar niet in omloop gebracht.